# Sven Gerbig
Sven Gerbig (* 6. Mai 1981 in Lich, Hessen) ist ein ehemaliger deutscher Eishockeyspieler, der im Verlauf seiner Karriere unter anderem für die Iserlohn Roosters, Kassel Huskies und Frankfurt Lions in der Deutschen Eishockey Liga (DEL) aktiv war. Zudem spielte er im Verlauf seiner Karriere mehrfach für seinen Heimatverein, den EC Bad Nauheim.

## Karriere
Gerbig begann seine Karriere 1998 beim EC Bad Nauheim in der zweitklassigen Bundesliga. Insgesamt spielte der Flügelstürmer sechs Jahre für die Roten Teufel, bevor er zur Saison 2004/05 zu den Iserlohn Roosters in die Deutsche Eishockey Liga wechselte. Hier kam der gebürtige Hesse in der vierten Reihe zum Einsatz und erzielte vier Tore sowie vier Assists. Nach seiner ersten Spielzeit in Deutschlands höchstklassiger Liga wechselte Gerbig zu den Kassel Huskies. Bei den Hessen steigerte der Rechtsschütze seine Punkteausbeute, stieg allerdings zum Saisonende in die 2. Bundesliga ab.
Nach der verlorenen Play-Down-Serie gegen den EV Duisburg unterschrieb Gerbig einen neuen Zwei-Jahres-Vertrag bei den Huskies, bei denen er in der Saison 2006/07 mit 45 Punkten aus 61 Spielen zu den deutschen Topspielern gehörte und maßgeblich zur erfolgreichen Saison der Kassel Huskies beitragen konnte. Im nächsten Jahr konnte der Rechtsschütze punktemäßig nicht an die Leistungen der Vorsaison anknüpfen, war aber weiterhin ein zuverlässiger Spieler, dessen Stärken in Kampf und Einsatz lagen. In der Spielzeit 2007/08 konnte er mit den Huskies nach einem 3:2-Sieg nach Spielen gegen die Landshut Cannibals in die DEL aufsteigen.
Gerbig verließ daraufhin die Huskies, bei denen er zuvor drei Jahre unter Vertrag stand, und schloss sich erneut dem EC Bad Nauheim an, mit dem er fortan in der Oberliga aktiv war. Dabei ließ der Stürmer eine Ausstiegsklausel in seinem Vertrag vereinbaren, für den Fall, dass ein DEL-Klub ihn verpflichten sollte. Der mittlerweile 27-jährige absolvierte in der Folgezeit 20 Spiele für die Roten Teufel, in denen er 33 Scorerpunkte erzielen konnte. Damit gehörte Gerbig zu den besten deutschen Angreifern in der Oberliga. Anfang Dezember 2008 signalisierten die Verantwortlichen der Frankfurt Lions Interesse an Gerbig. Der machte von seiner Ausstiegsklausel Gebrauch und wechselte daraufhin in die DEL.
In der Spielzeit 2009/10 spielte er in der 2. Bundesliga bei EHC München, ehe er 2010 zu den Hannover Indians wechselte. Für die Indians spielte er bis zu deren Insolvenz im Frühjahr 2013. Nach einem Jahr bei dem Lokalrivalen Hannover Scorpions wechselte er zur Spielzeit 2014/15 zurück zu seinem Heimatverein Bad Nauheim. Im Dezember 2014 wurde sein Vertrag dort aufgelöst und Gerbig beendete seine Karriere.

## Erfolge und Auszeichnungen
- 2007 Vizemeister der 2. Bundesliga mit den Kassel Huskies
- 2008 Meister der 2. Bundesliga mit den Kassel Huskies
- 2010 Meister der 2. Bundesliga mit dem EHC München

## Karrierestatistik
(Legende zur Spielerstatistik: Sp oder GP = absolvierte Spiele; T oder G = erzielte Tore; V oder A = erzielte Assists; Pkt oder Pts = erzielte Scorerpunkte; SM oder PIM = erhaltene Strafminuten; +/− = Plus/Minus-Bilanz; PP = erzielte Überzahltore; SH = erzielte Unterzahltore; GW = erzielte Siegtore; 1 Play-downs/Relegation; Kursiv: Statistik nicht vollständig)